# 627 (tal)
627 är det naturliga heltal som följer 626 och följs av 628.

## Matematiska egenskaper
- 627 är ett udda tal.
- 627 är ett sammansatt tal.
- 627 är ett defekt tal.
- 627 är ett Sfeniskt tal.
- 627 är ett Polygontal.
- 627 är ett Ulamtal.

## Inom vetenskapen
- 627 Charis, en asteroid.